# マロモコトロ山
マロモコトロ山 (Maromokotro) は、マダガスカルの最高峰。標高2876m。マダガスカル島北部のツァラタナナ山地に位置する。